# Dekanat Bielsko-Biała I – Centrum
Dekanat Bielsko-Biała I – Centrum – jeden z 23 dekanatów katolickich wchodzących w skład diecezji bielsko-żywieckiej, w którego skład wchodzi 8 parafii.

## Historia
Dekanat w Bielsku został wydzielony z dekanatu Cieszyn w 1654, wraz z utworzeniem cieszyńskiego komisariatu biskupów wrocławskich. W 1925 wraz z dekanatami Cieszyn, Skoczów i Strumień został włączony do nowej diecezji katowickiej. W ramach tej diecezji nastąpiło wydzielenie dekanatu Czechowice-Dziedzice, oraz podzielenie bielskiego na Bielsko-Biała centrum i Bielsko-Biała zachód, które w 1992 weszły w skład nowo utworzonej diecezji bielsko-żywieckiej.

## Przełożeni
- Dziekan: ks. Marcin Aleksy
- Wicedziekan: ks. Józef Oleszko
- Ojciec duchowny: o. Kazimierz Trojan SJ[4]
- Duszpasterz Służby Liturgicznej: ks. Krzysztof Adamski
- Dekanalny Wizytator Katechizacji: ks. Marcin Hałas
- Dekanalny Duszpasterz Młodzieży: ks. Marcin Sandok

## Parafie
- Bielsko-Biała: Parafia św. Mikołaja (katedra)
- Bielsko-Biała: Parafia Opatrzności Bożej
- Bielsko-Biała: Parafia Trójcy Przenajświętszej
- Bielsko-Biała: Parafia Najświętszego Serca Pana Jezusa
- Bielsko-Biała: Parafia NMP Królowej Polski
- Bielsko-Biała: Parafia św. Jana Chrzciciela
- Bielsko-Biała: Parafia Matki Bożej Fatimskiej
- Bielsko-Biała: Parafia św. Brata Alberta